# Kaštiliaš
Kaštiliaš oder Kaštiliašu ist ein kassitischer Männername.

## Kassitische Herrscher
Er war der Name mehrerer vorderasiatischer Herrscher:
- Kaštiliaš I.
- Kaštiliaš II.
- Kaštiliaš III., der nur indirekt erschlossen ist
- Kaštiliaš IV.
- Kaštiliaš von Ḫana, der manchmal mit Kaštiliaš I. gleichgesetzt wird

Landsberger sieht Agum, wie auch Kaštiliaš/Kaštil-ašu, als „Leitnamen“, Paare von Namen, die sich vom Großvater auf den erstgeborenen Enkel weiter vererbten (Papponymie) und führt als weitere Beispiele Artatama-Šuttarna (Mitanni) und Tudḫaliya-Arnuwanda (Hethiter) an. Es scheint sich auf jeden Fall um einen dynastischen Namen zu handeln.

## Weitere Namensträger
Ein Brief aus dem 15. Regierungsjahr des Ammi-ṣaduqa erwähnt einen gewissen einen Kaštil, Sohn des Bēl-šunu, der zusammen mit einem anderen Mann eine Truppe von 1500 Samharī befehligte. Vielleicht handelt es sich dabei um eine Kurzform für Kaštiliaš. Dann könnte es sich bei der entsprechenden Person um einen kassitschen Stammesführer handeln, der vielleicht der späteren königlichen Familie angehörte.